# Quirpa de tres mujeres
Quirpa de Três Mujeres  é uma telenovela venezuelana produzida exibida pela Venevisión entre 8 de fevereiro e 14 de julho de 1996.
É baseado na novela Las Amazonas, produzida em 1985.
Protagonizada por Danilo Santos e Fedra López, Gabriela Spanic, Monica Rubio, Daniel Lugo e Juan Carlos Vivas e antagonizada por Milena Santander e Julio Alcázar.

## Sinopse
Esta é uma história de traição e paixão. A traição ocorreu nas mãos de Vicente Echeverría, que roubou a terra e a esposa de Gonzalo Landaeta, fazendo com que ele morresse de tristeza. A paixão nascerá no coração de suas três lindas filhas, Manuela, Emiliana e Camila, que terão de lutar contra o pai até o fim.
Manuela Echeverría, prestes a se casar com Ezequiel Erellano, sofre uma grande mudança em sua vida quando conhece Rodrigo Uzcátegui, um homem incrivelmente tierno que também causa grande confusão.
Por sua vez, Emiliana Echeverría luta entre o amor de um homem e o respeito pelo pai quando se apaixona por Juan Cristóbal Landaeta, um homem mais velho do que ela e o irmão de Gonzalo Landaeta, o pior inimigo de seu pai.
Finalmente, Camila Echeverria desafia seu pai ao se apaixonar por Darío Guanipa, seu amigo de infância, que Vicente considera um simples campones que trabalha em sua terra.
Essas três mulheres inesquecíveis serão apanhadas entre amor e traição e devem lutar por seus sentimentos contra todos os obstáculos.

## Elenco
- Fedra López - Manuela Echeverría
- Danilo Santos - Rodrigo Uzcátegui
- Julio Alcázar - Don Vicente Echeverría
- Daniel Lugo - Juan Cristóbal Landaeta
- Gabriela Spanic - Emiliana Echeverría
- Mónica Rubio - Camila Echeverría
- Juan Carlos Vivas - Darío Guanipa
- Cristina Reyes - Betania Rangel
- Henry Galué - Ezequiel Erellano
- Milena Santander - Evangelina Salazar de Echeverría
- Carlos Antonio León - Manny
- Ivette Domínguez - Tibisay
- Sofía Díaz - Daniela Uzcátegui
- Duly Garaterol - Isabela Uzcátegui
- José Rafael Giménez - Gabriel Erellano
- Ramón Hinojosa - Santos Ortiz
- Eva Moreno - Mercedes Landaeta
- Yolanda Muñoz - Plácida Guanipa
- Javier Paredes - José María Carasquel
- Elluz Peraza - Consuelo
- José Luis Zuleta - Lorenzo Real